# جون هانسن (لاعب كريكت)
جون هانسن (1945 - ) (بالإنجليزية: John Hansen)‏ هو قاضي ولاعب كريكت نيوزلندي.